# Claude (piosenkarz)
Claude Kiambe (ur. 16 września 2003 w Bomie) – holendersko-kongijski piosenkarz. Reprezentant Holandii w 69. Konkursie Piosenki Eurowizji (2025).

## Życiorys

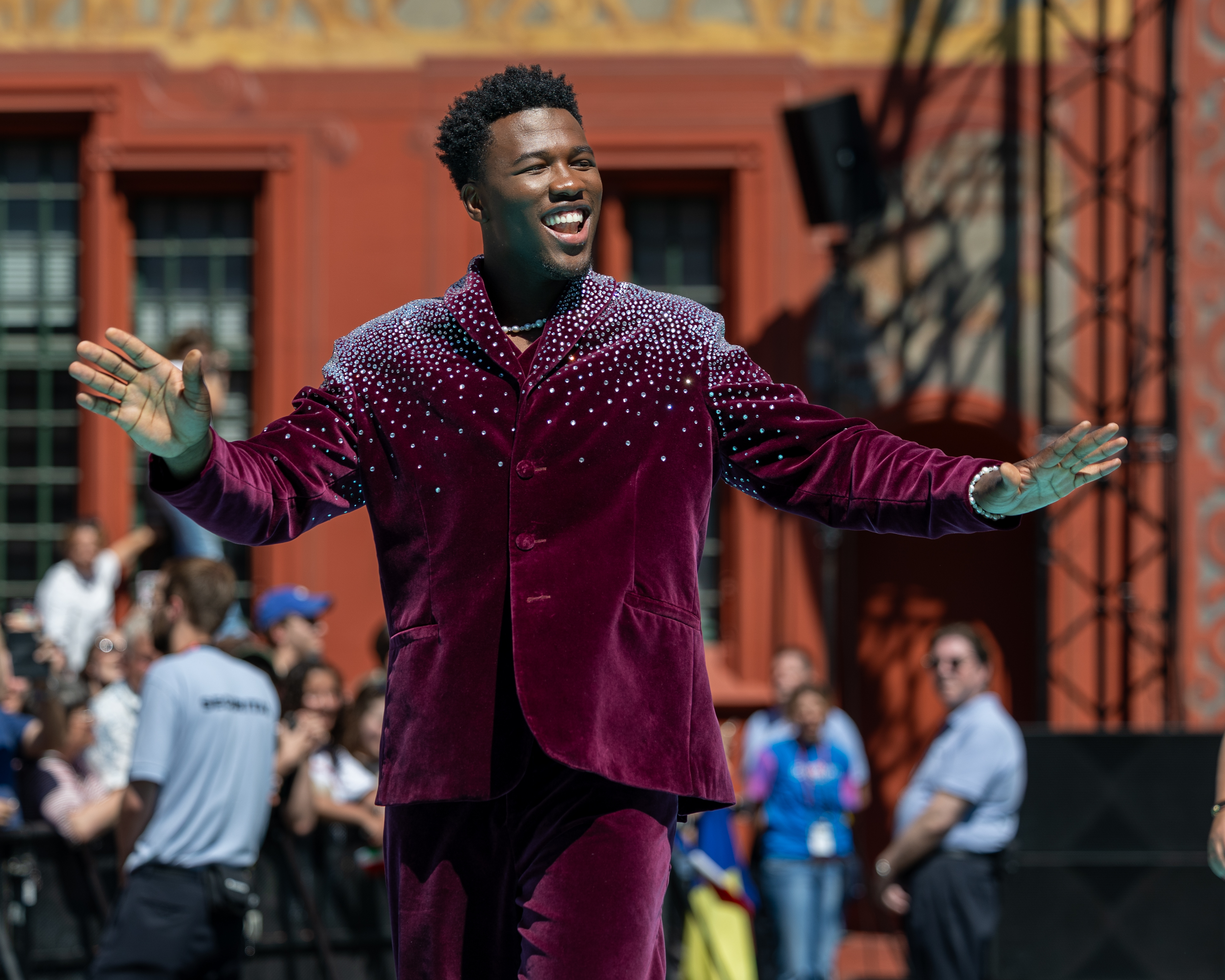
Claude podczas ceremonii otwarcia 69. Konkursu Piosenki Eurowizji w Bazylei (2025)

W 2017 zwyciężył w finale konkursu talentów w Enkhuizen. W 2019 wziął udział w ósmym sezonie holenderskiego The Voice Kids. W 2022 wydał swój debiutancki singiel, „Ladada (Mon dernier mot)”. W 2023 otrzymał nagrodę muzyczną 3FM Awards za debiut roku. 21 września 2024 uczestniczył w programie Beste Zangers. 
19 grudnia 2024 został wybrany wewnętrznie na reprezentanta Holandii w Konkursie Piosenki Eurowizji 2025 w Bazylei. 26 lutego 2025 ogłoszono, że będzie reprezentować Holandię z utworem „C’est la vie”. 13 maja wystąpił jako trzynasty w pierwszym półfinale i awansował do finału.

## Dyskografia

### Albumy
| Rok  | Dane dot. albumu                                                                                               | Najwyższa pozycja na liście |
| Rok  | Dane dot. albumu                                                                                               | NLD                         |
| ---- | --- | --------------------------- |
| 2024 | Parler français - Wydany: 15 listopada 2024 - Wytwórnia: Cloud 9 - Format: CD, LP, digital download, streaming | 6                           |

### Single
| Rok                                                      | Tytuł                                  | Najwyższa pozycja na liście | Najwyższa pozycja na liście | Najwyższa pozycja na liście | Najwyższa pozycja na liście | Najwyższa pozycja na liście | Najwyższa pozycja na liście | Najwyższa pozycja na liście | Najwyższa pozycja na liście | Najwyższa pozycja na liście | Najwyższa pozycja na liście | Najwyższa pozycja na liście | Najwyższa pozycja na liście | Najwyższa pozycja na liście | Certyfikat              | Album           |
| Rok                                                      | Tytuł                                  | NLD                         | BLR Air.                    | BEL (Fl)                    | CIS Air.                    | FIN                         | ICE                         | KAZ Air.                    | LTU                         | LAT Air.                    | NOR                         | ROM Air.                    | RUS Air.                    | SWE                         | Certyfikat              | Album           |
| -------------------------------------------------------- | -------------------------------------- | --------------------------- | --------------------------- | --------------------------- | --------------------------- | --------------------------- | --------------------------- | --------------------------- | --------------------------- | --------------------------- | --------------------------- | --------------------------- | --------------------------- | --------------------------- | ----------------------- | --------------- |
| 2022                                                     | „Ladada (Mon dernier mot)”             | 1                           | 14                          | –                           | 23                          | –                           | –                           | 5                           | –                           | 72                          | –                           | 31                          | 16                          | –                           | - NLD: diamentowa płyta | Parler français |
| 2023                                                     | „Layla (Take Me on Your Way)”          | 11                          | –                           | –                           | –                           | –                           | –                           | –                           | –                           | –                           | –                           | –                           | –                           | –                           | - NLD: platynowa płyta  | Parler français |
| 2023                                                     | „Vas-y (Ga maar)” (oraz Suzan & Freek) | 8                           | –                           | 44                          | –                           | –                           | –                           | –                           | –                           | –                           | –                           | –                           | –                           | –                           | - NLD: platynowa płyta  | Parler français |
| 2024                                                     | „Écoutez-moi”                          | 32                          | –                           | –                           | –                           | –                           | –                           | –                           | –                           | –                           | –                           | –                           | –                           | –                           |                         | Parler français |
| 2024                                                     | „Parler français”                      | –                           | –                           | –                           | –                           | –                           | –                           | –                           | –                           | –                           | –                           | –                           | –                           | –                           |                         | Parler français |
| 2024                                                     | „La pression”                          | –                           | –                           | –                           | –                           | –                           | –                           | –                           | –                           | –                           | –                           | –                           | –                           | –                           |                         | Parler français |
| 2024                                                     | „Je t'aime” (oraz Zoë Tauran)          | 35                          | –                           | –                           | –                           | –                           | –                           | –                           | –                           | –                           | –                           | –                           | –                           | –                           |                         | Parler français |
| 2025                                                     | „C’est la vie”                         | 2                           | –                           | 49                          | –                           | 44                          | 13                          | –                           | 13                          | –                           | 67                          | –                           | –                           | 53                          |                         | –               |
| „–” oznacza, że singel nie był notowany na danej liście. |                                        |                             |                             |                             |                             |                             |                             |                             |                             |                             |                             |                             |                             |                             |                         |                 |